# Kiko World Football
Kiko World Football (conocido también como Puma World Football o World Football 98) es un videojuego creado por Ubisoft en 1998 (antes del Mundial de Fútbol de 1998). El juego contaba con el futbolista Kiko Narváez para su publicidad.

## Curiosidades
Kiko World se distribuyó posteriormente de manera gratuita como advergaming al comprar productos Danone bajo el título Danone World Football, que incluía un anuncio de dicha marca en el medio tiempo.
También apareció con otros nombres en ediciones de bajo coste, como World Football y Kiko world football '98.